# Kiissa
Koordinaten: 59° 3′ N, 26° 55′ O
Kiissa ist ein Dorf (estnisch küla) in der Landgemeinde Avinurme (Avinurme vald). Es liegt im Kreis Ida-Viru (Ost-Wierland).
Kiissa hatte im Jahr 2011 nur noch einen Einwohner. Die weitgehend unberührte Waldlandschaft um Kiissa ist ein beliebtes Ziel für Wander- und Naturtouristen.